# L'Échappé de la chaise électrique
Pour plus de détails, voir Fiche technique et Distribution.
L'Échappé de la chaise électrique (Man Made Monster) est un film américain en noir et blanc réalisé par George Waggner, sorti en 1941.

## Synopsis
Dan Mac Cormick est un homme qui présente une résistance exceptionnelle aux décharges électriques. Il utilise ce don en l'exploitant dans des foires où on le surnomme l'"homme-dynamo". Le Docteur Rigas et son associé, deux chercheurs en électro-biologie, se penchent sur le cas de cet homme étrange...

## Fiche technique
- Titre français : L'Échappé de la chaise électrique
- Titre original : Man Made Monster
- Réalisation : George Waggner
- Scénario : Harry Essex, Sid Schwartz, Len Golos (d'après l'histoire The Electric Man)
- Photographie : Elwood Bredell
- Montage : Arthur Hilton
- Musique : Hans J. Salter
- Directeur artistique : Jack Otterson
- Décors : Russell A. Gausman
- Costumes : Vera West
- Son : Bernard B. Brown, Charles Carroll
- Maquillage : Jack P. Pierce
- Effets spéciaux : John P. Fulton
- Producteur : Jack Bernhard
- Société de production : Universal Pictures
- Pays d'origine : États-Unis
- Langue : anglais
- Format : noir et blanc — 35 mm — 1,37:1 — Son : Mono
- Genre : drame, science-fiction, horreur
- Durée : 59 minutes
- Dates de sortie : 
  - États-Unis : 28 mars 1941
  - France : 20 mars 1953

## Distribution
- Lionel Atwill : Dr Paul Rigas
- Lon Chaney Jr. : Dan McCormick
- Anne Nagel : June Lawrence
- Frank Albertson : Mark Adams
- Samuel S. Hinds : Dr John Lawrence
- William B. Davidson : le procureur de district Ralph Stanley
- Ben Taggart : le sergent-détective de la police
- Constance Bergen : l'infirmière
- Ivan Miller : le docteur
- Chester Gan : Wong (serviteur)
- George Meader : Dr Bruno
- Frank O'Connor : le détective
- John Dilson : le coroner
- Byron Foulger : Aliéniste
- Russell Hicks : Warden Harris

Acteurs non crédités
- Jessie Arnold : Mme Frank Davis
- James Blaine : Charlie, le gardien de prison
- Gary Breckner : le speaker à la radio
- Lowell Drew : le président du jury
- John Ellis : l'adjoint au procureur de district
- Douglas Evans : le speaker à la radio de la Police
- Jack Gardner : le reporter
- William Hall (en) : Mike, l'opérateur Dynamo
- Wright Kramer : le juge
- Tom Quinn : le détective
- Bob Reeves : le gardien de prison
- Mel Ruick : l'avocat de la défense
- Francis Sayles : Frank Davis
- Paul Scott : l’aumônier de la prison
- David Sharpe : Hay, le passager
- Victor Zimmerman : l'opérateur Dynamo

## À noter
- Lors de sa diffusion au cinéma, ce film faisait partie d'un double programme (séance double) de films d'épouvante ; l'autre film était : L'Île de l'épouvante (Horror Island) de George Waggner. Le titre provisoire du programme était Terror of the South Seas[1].
- Dans les années 1950, le titre du film a été changé en The Atomic Monster car la science-fiction et l'ère atomique étaient alors très en vogue.